# Le due morti di Barney Slabaugh
Le due morti di Barney Slabaugh è un'antologia di otto racconti polizieschi e noir dello scrittore statunitense Cornell Woolrich pubblicata nel 1998 nella collana Il Giallo Mondadori con il numero 2587. 

## Contenuto
- Le due morti di Barney Slabaugh (The Two Deaths of Barney Slabaugh), 1936
- La scarpa (If the Shoe Fits), 1943
- Titolo di giornale (Blonde Beauty Slain), 1959
- Funerale (Your Own Funeral), 1937
- Delitto all'opera (The Riddle of the Redeemed Dips), 1940
- Il caso della manicure sbadata (The Case of the Maladroit Manicurist), 1941
- Passi che si avvicinano (Steps ... Coming Near), 1964
- Uno strano divorzio (Divorce - New York Style), 1967

## Edizioni
- Cornell Woolrich, Le due morti di Barney Slabaugh, collana Il Giallo Mondadori, n. 2587, Mondadori, 1998.